# Elischer Lajos
Elischer Lajos (Gölnicbánya, 1842. május 7. – Budapest, 1892. május 13.) festőművész, grafikus és rajztanár.

## Családja
Elischer Sámuel bányaőr (custos fodinarum) és Nedeczky Anna fiaként született Gölnicbányán, még születése napján megkeresztelték és a gölnicbányai evangélikus egyházközség anyakönyvébe 47. folyószám alatt bejegyezték, keresztszülei Schwarz Jakab és Elischer Dorottya voltak.
Felesége Zavotnik (Zavodnik) Mária volt, öt gyermekük született:
- Aranka Zsófia, Bp, 1873. május 1. – 1936. április 18. Házasságkötése Soltész Károllyal Budapest, 1899. november 26.[6]
- Lajos Imre, bírósági végrehajtó, Bp., 1875. november 5. – Bp., 1924. március 7.[7] Házasságkötése Rieger Gizellával Budapest, 1900. szeptember 5.[8]
- Emil Aladár, törvényszéki írnok, Bp., 1877. július 17. – Bp., 1901. augusztus 25.[9] Házasságkötése Kéri Erzsébettel Budapest, 1900. július 21.[10]
- Etel (1877 körül született).[5]
- Gizella, Korbély Géza lelkész neje[5]

## Életútja
Iskoláit feltételezhetően szülővárosában, vagy a környező vidéken végezte, csak 1860 körül telepedett le a fővárosban. Az Országos Magyar Rajztanoda és Rajztanárképezde hallgatói névjegyzékében az 1875–1876. években szerepel, s a Képzőművészeti Egyetem egy szénnel és kék krétával, 1876-ban készült alakrajz, akttanulmányát őrzi, melyen Székely Bertalan szignója található, tehát az ő tanítványa is volt.
Budapesten élt már az 1860-as évektől, s az 1862-ben indult Az Ország Tükre című lap 1865-től, majd a folytatásaként megjelent Magyarország és a Nagyvilág című lap is, egészen 1884. évi megszűnéséig, 1870-től pedig a Vasárnapi Ujság és az Ország-Világ képes lapok is nagy számban közölték rajzait, kőnyomatait, metszeteit. Ezen kívül több könyvet illusztrált, Wohl Stefánia regekönyvének szövegképei (1874), Pósa Lajos mesekönyveinek színezett rajzai az ő alkotásai.  1876-tól, miután képesítést szerzett az Országos Magyar Rajztanoda és Rajztanárképezdében, rajzoktatással is foglalkozott. így a szabadkézi rajz tanára volt az 1871 októberében megnyitott Ferencvárosi (IX. ker.) Ipartanodában. A források 1876-tól egészen 1886-ig jelzik itteni működését. (1876-tól rajz szak,  majd 1877/1878-ban a II. osztályban szabadkézi rajz, 1885/86-ban az I. és II. osztályban szabadkézi rajz.) Illusztrációi mellett híresek voltak litografált arcképei is, a kőrajzolást 30 évig gyakorolta, s Vereby Soma számára készített sok portrét. Az 1875. évi pesti árvízről riportképsorozatot készített. Olajfestményeket is alkotott, főként tájképeket festett. Így a karácsonyi tárlatokon több kisebb festménye vonta magára a figyelmet a jó rajzzal és kellemes színezéssel. A Képzőművészeti Társulat 1885. évi kiállításán a 800 Ft-ra értékelt Viharos táj olajfestményével, az 1889. évi téli kiállításon a 120 Ft-ra értékelt, Thurzó-füredi tájrészlet olajfestménnyel szerepelt.
Az 1877-ben kirobbant orosz–török háború idején jelent meg Kellner Ernő kőnyomdájában „A török hon dicső megvédői” címmel az Elischer által rajzolt műlap. „Négy medallion arczkép: Mehetned Ali, Osman, Sulejman és Muktár pasák arczképei ezek, harczi jelvények közt, csillagok sugárkoszorúja fölött, igen jó rajzban és nyomásban. Méltó, hogy kaszinók és körök is megrendeljék a fal korszerű ékesítésére. Ára egy forint. A jövedelem fele a török sebesülteké lesz.”– írta a Hölgyek Lapja 1877. október 4-én.
1878-ban készült el Emléklap. A budapesti Népszínház tagjai című, nagy méretű, kőnyomatos rajza, mely 38 korszakbeli jeles színész arcképét mutatta be.
Újabb csoportos, kőnyomatú  arcképtablót 1880-ban készített, amikor a Hölgyek Lapja felkérte, hogy lapjának munkatársairól rajzoljon csoportképet. A 83x57 cm-es litográfia 32 arcképet tartalmaz, melyeket később önállóan is kiadtak, illetve felhasználtak nyomtatásban, mint ahogy 1889-ben is rajzainak nyomatait árulta az Esztergom és Vidéke lap három albumban (Művésznők albuma – 6 db arckép; Művészek albuma – 6 db arckép; Uralkodók albuma és a Világ címerrajza – 8 db arckép és 10 címerrajz).
1880. május 5–7-ig jótékonysági bazárt rendeztek „Tavasz” címmel a Károlyi-palotában és kertjében a Bölcsőde Egyesület, a Gyermekmenhely és a Szegény Gyermekkórház javára. Pulszky Polyxena szerkesztésében egy azonos című füzetet is kiadtak, melyben „Elischer Lajos Stephanie herczegnő arczképét rajzolta le azon arczképről, melyet trónörökösünk arája maga küldött P. Polixéna kisasszonynak, az arczkép alatt lesz a herczegnő sajátkezű aláírása.”
1887-ben ő is ajánlott fel művet a Segítség! Emlék-Album számára, melyet „Eperjes–Nagykároly–Torockó tűzkárosultjainak fölsegélésére” szerkesztettek és adtak ki többször is. Ahogy a Vasárnapi Ujság hírt adott róla: „A »Segítség« emlék-album összes ívei kikerültek már sajtó alól; a díszes mű nagy ívrét alakban jelent meg összesen 44 oldalra terjedő tartalommal, melyet a színes kemény boríték 4 oldala 48 lapra egészít ki; a 3 frtos példányokhoz ezenkívül 4 oldalra terjedő zenemű-melléklet van csatolva. Az irodalmi közreműködők száma összesen 145-re megy, a kik közül 45-ön adtak verses és 100-an prózai dolgozatot. A rajzok száma több mint 80-ra terjed, 75 művész munkája”.
1878-ban Budapest VI. kerületében (Terézváros) a Rittergasse (Lovag utca) 13. szám alatt lakott, foglalkozásaként rajzoló (Zeichner) szerepel a címtárban. Az 1880–1881-es Budapesti Cím- és Lakjegyzék szerint szintén a VI. kerület Lovag utcában lakik, de (feltehetően a telekosztódások miatt) ekkor már házszáma a 18-as, foglalkozása: „festész, maler”. 1882-ben azonban, és 1885–1886-ban a VI. kerületi Nagymező utca 54., 1888-ban pedig a VII. kerületi (Erzsébetváros) Külső Dob utca 55. van megadva a „festész” lakhelyeként.
Művei megtalálhatóak a Magyar Nemzeti Galériában, illetve egy tájképe szerepel a Szépművészeti Múzeum gyűjteményében. Ugyancsak találhatók eredeti kőnyomatai az Eötvös Loránd Tudományegyetem (ELTE) Központi Könyvtára gyűjteményében Pálmay Ilkáról, cziráki és dienesfalvai gróf Cziráky Jánosról és „A budapesti egyetemi könyvtár új épületéről”. Több litografált arcképet őriz az MTA Könyvtárának Kézirattára. Az Országos Színháztörténeti Múzeum és Intézet Képzőművészeti Gyűjteménye 13 darab, 1870-ben, illetve 1886-ban készült kőnyomatát, metszetét, sokszorosított rajzát őrzi.
Ötvenedik születésnapja után hat nappal halt meg tüdővész és vízkór következtében, özvegyet (Zavodnik Mária) és nagy családot hagyva hátra.

## Műveiből

### Könyvillusztrációk
- Wohl Stefánia regekönyve. Osterlamm K. Pest, 1865. 237 lap. Elischer Lajos illusztrációival. (A kötet harmadik kiadása 1898-ban jelent meg.)
- Mayer Miksa: Jelesek csarnoka. Életrajzi elbeszélések a serdültebb ifjúság és a magyar nép számára. [közreműködő Mayer György]. Lampel Róbert kiadása, Budapest, Év. n. (1870 és 1885 között). 246 oldal, 7 tábla. Elischer Lajos színes kőnyomataival.
- Pósa Lajos: Az aranytollú madár nótái. Gyermekversek. Elischer Lajos eredeti rajzaival. Légrády Testvérek, Bp., 1888. (52 vershez 52 kép).
- Pósa Lajos: Rózsabokor. Képeskönyv jó gyermekek számára. Elischer Lajos eredeti rajzaival. Légrády Testvérek, Bp., 1891.

### Kőnyomatos arcképek

#### Kortársak portréi
- A Hölgyek Lapja munkatársai című kőnyomatos műlapon 32 személy (Elischer Lajos által kőre rajzolva és Légrády-testvérek kiadásában. Budapest, 1880.) Lásd alább táblázatban!
- Deák Ferenc a Városligetben. 1875. Litográfia. (64,9 x 44,3 cm, lt.sz.: 8049.) In:Béres Katalin–Dr. Körmöczi Katalin: A haza bölcse, Zala büszkesége. Kalauz a kehidai Deák-kúria kiállításához (Zalaegerszeg, 2004). 18. oldal
- Eötvös Károly arcképe, litográfia, 1884. Magyar Nemzeti Múzeum. In: Nemzeti évfordulóink, 2016. Főszerk.: Estók János. Balassi Intézet. Bp. 2016. 20. oldal.
- Magyar Gábor (1842-1912) piarista szerzetes, iskolaigazgató, tartományfőnök litografált portréja, Bp., Légrády-ny., 49x33 cm. www.mutargy.com, 1882. [2020. október 13-i dátummal az eredetiből archiválva]. (Hozzáférés: 2020. október 13.) Másik példány: Piarista Múzeum, Budapest gyűjteményében

#### „Emlékező képek”
- Szent István király (álló alakja). Kőnyomat, papír. 1861. (Magyar Nemzeti Múzeum)
- Deák Ferenc babérkoszorúval övezett arcmása. Kőnyomat, 1876.

## Képgaléria

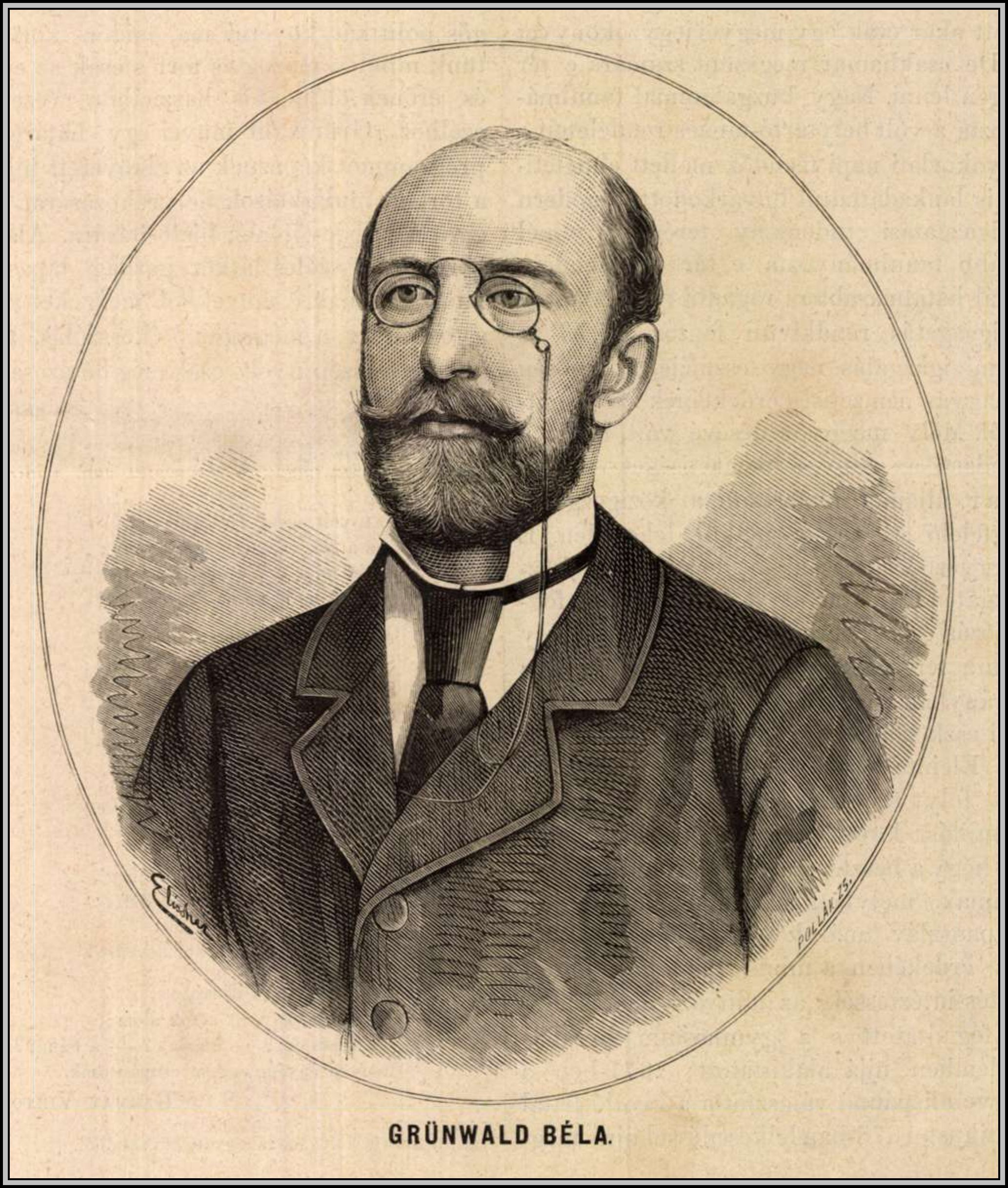
Grünwald Béla a Magyarország és a Nagyvilág 1878. évfolyamából
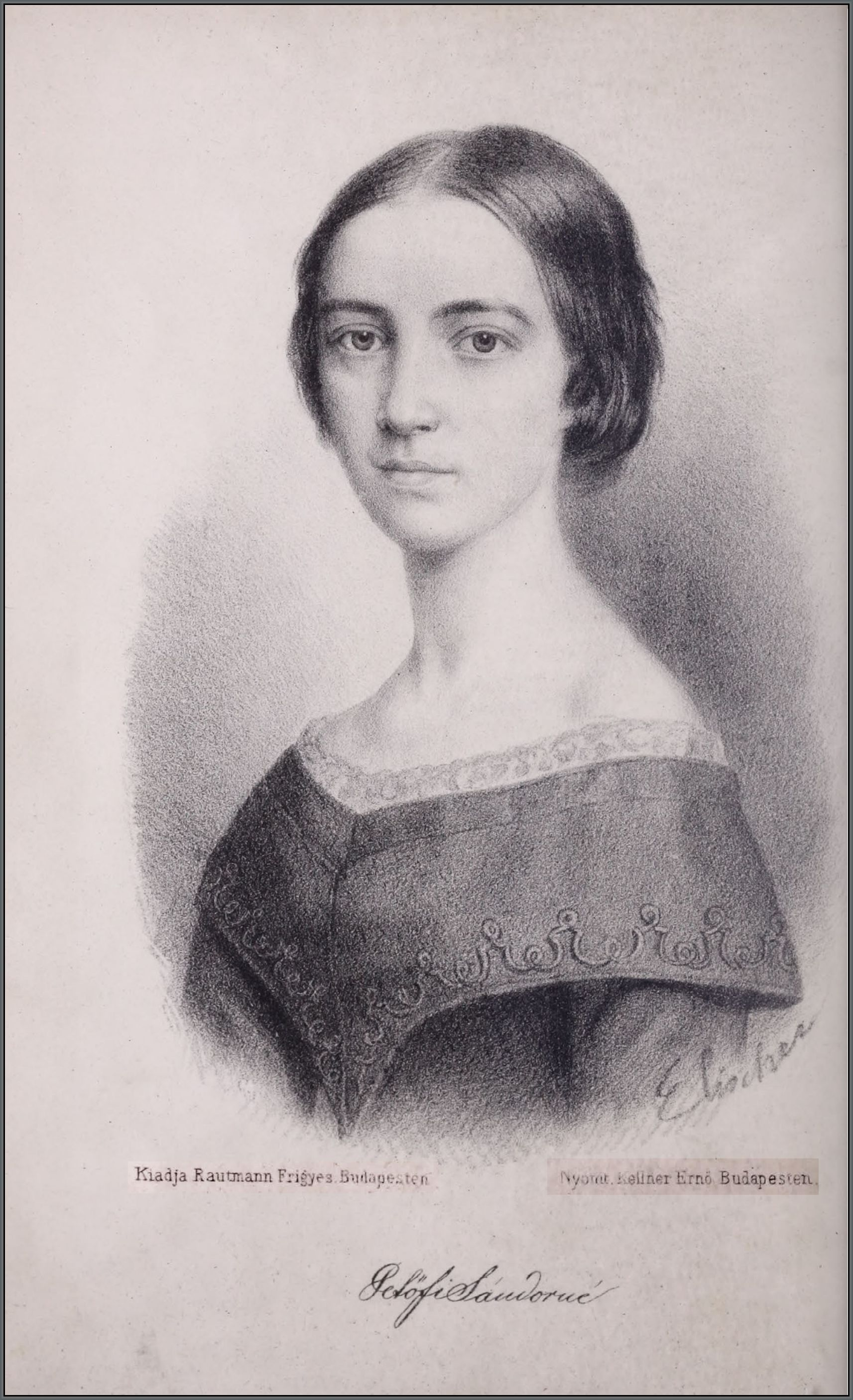
Szendrey Júlia (Barabás Miklós rajza után) a Koszorú 1879. évfolyamában
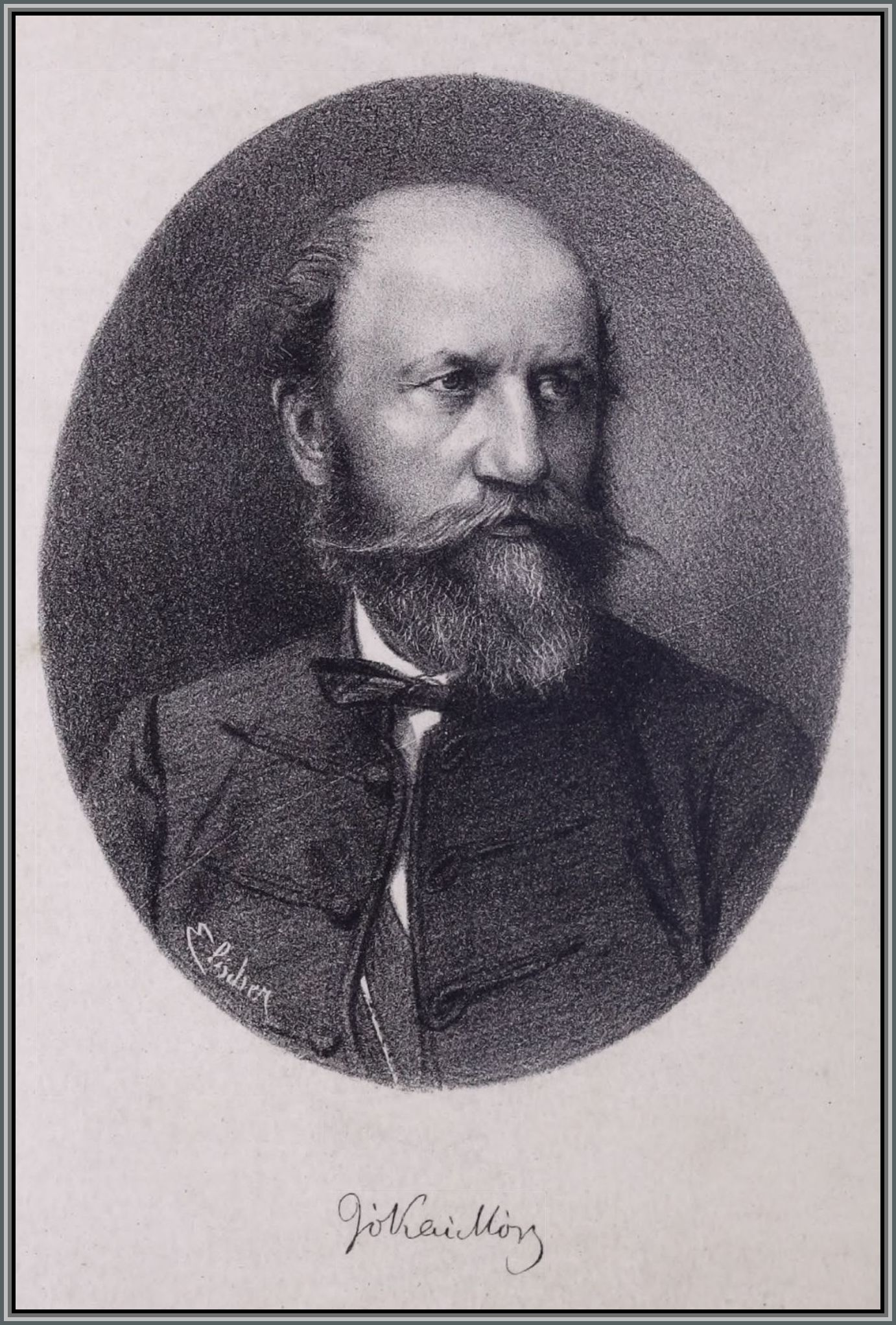
Jókai Mór a Koszorú 1879. évfolyamában
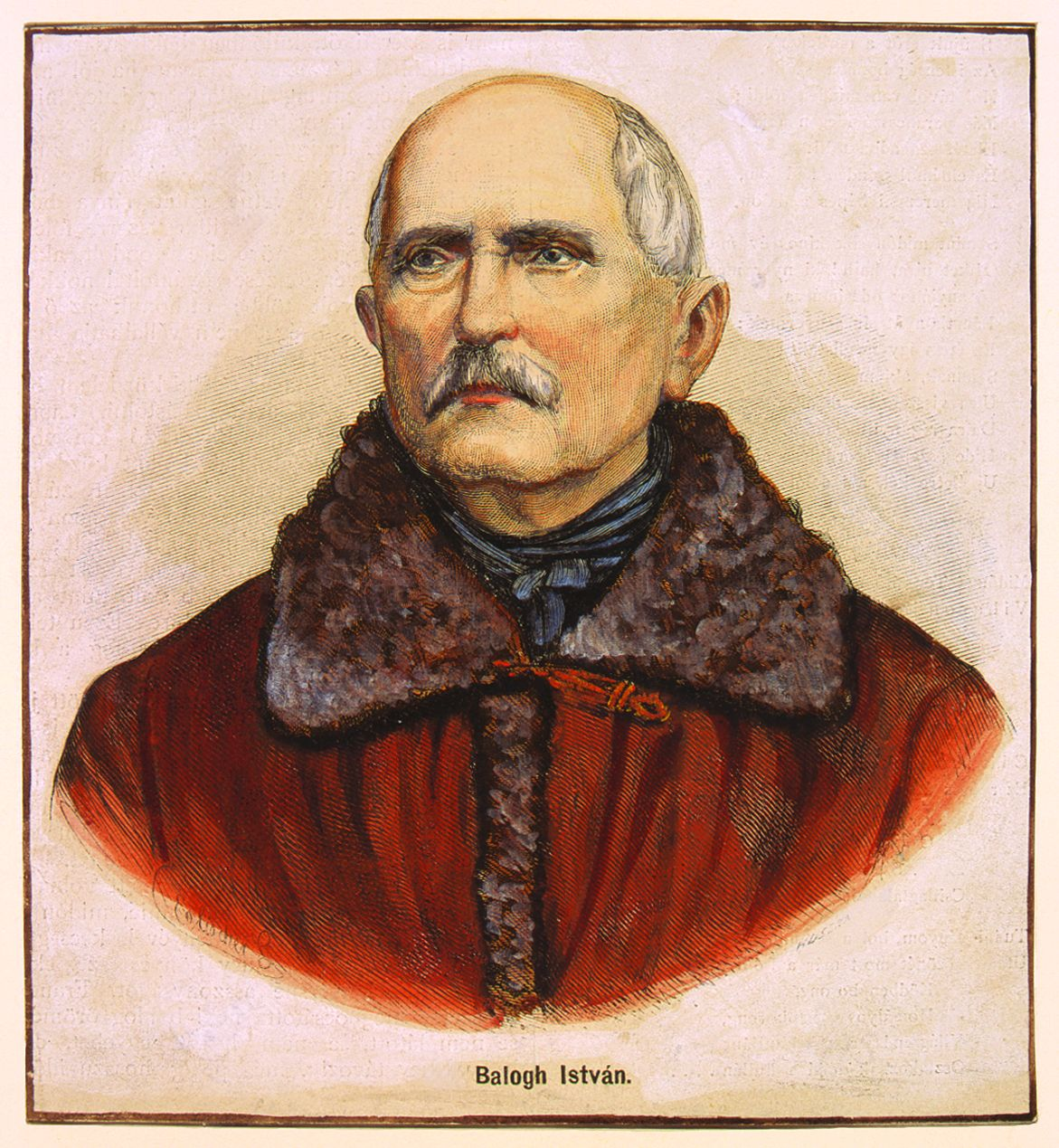
Balog István színész Huszka Lajos rajza alapján
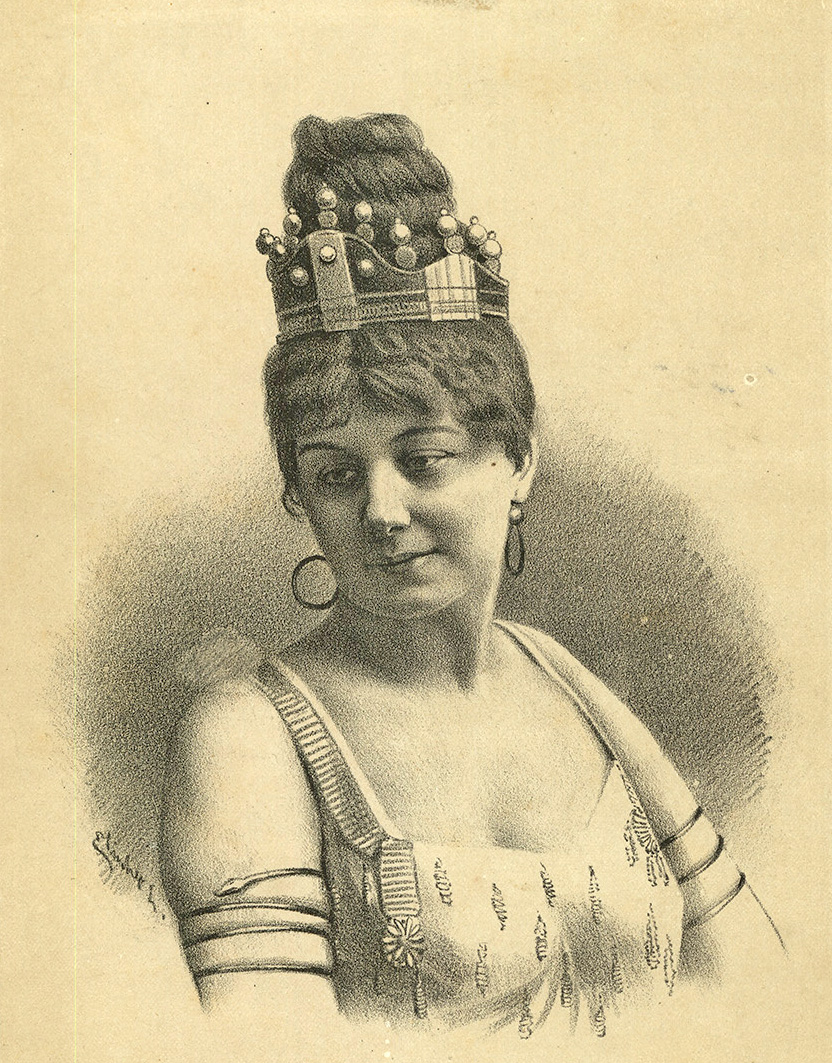
Pálmay Ilka színésznő, 1870
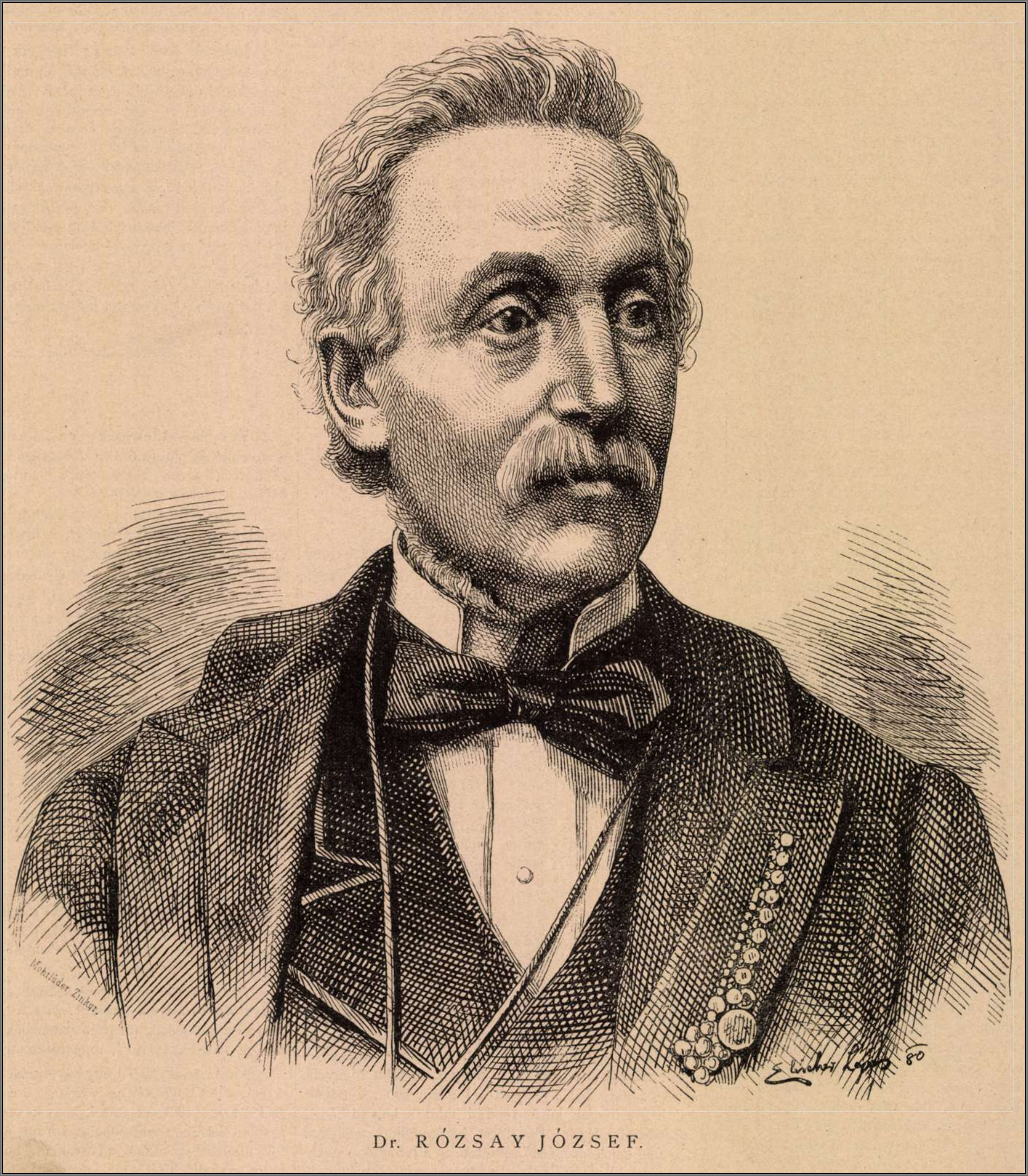
Rózsay József az Ország-Világ 1880. évfolyamában
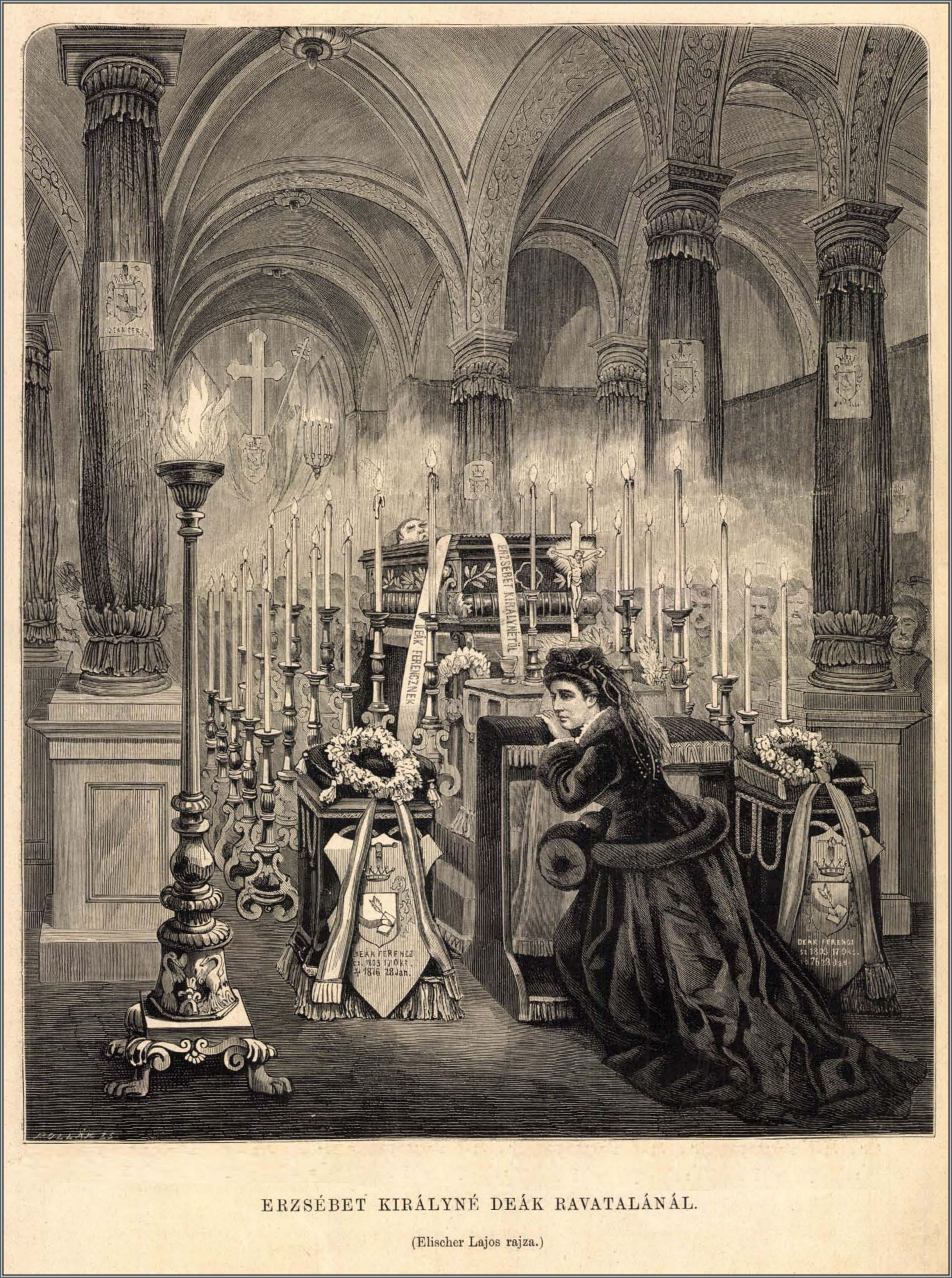
Erzsébet királyné Deák Ferenc ravatalánál, Vasárnapi Ujság, 1876
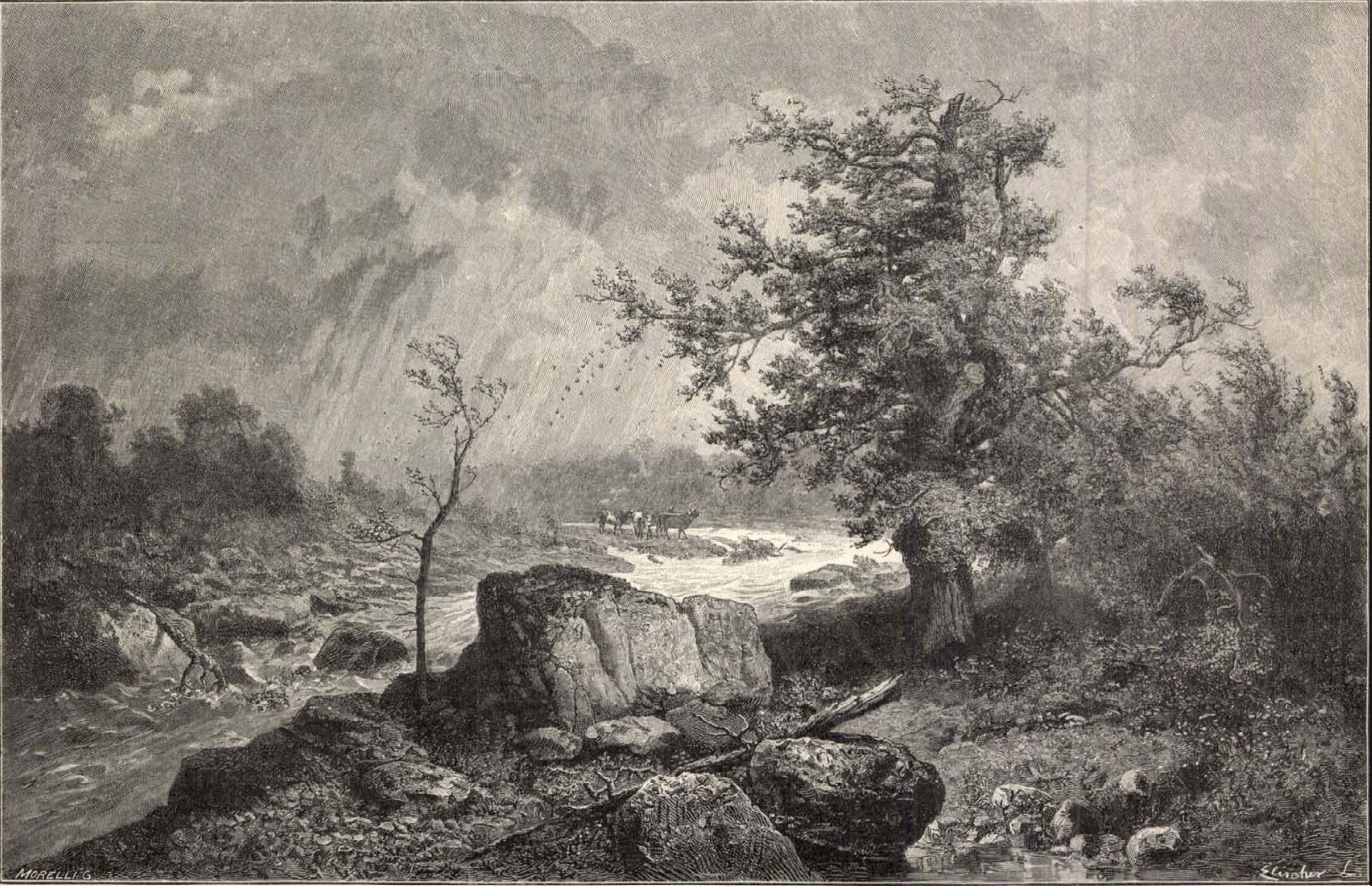
Zivatar után című festménye Morelli Gusztáv metszetében, Vasárnapi Ujság, 1899
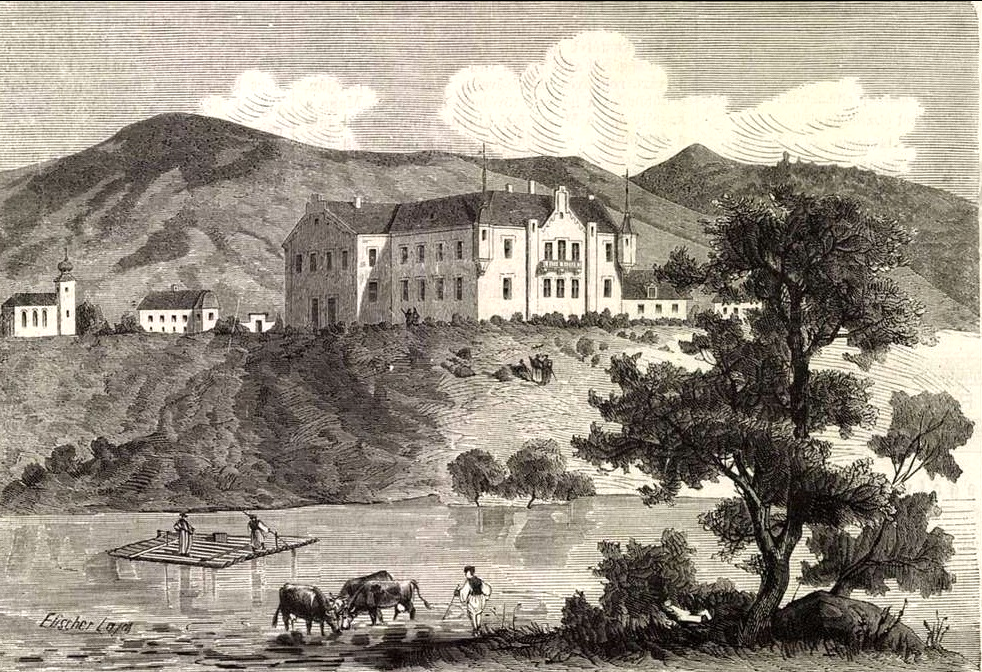
Teleki-kastély (Felsőmarosújvár)

## Hölgyek Lapja munkatársai
A „Hölgyek Lapja” munkatársai. Kőnyomatos műlap. Elischer Lajos által kőre rajzolva és Légrády-testvérek kiadásában. Budapest, 1880. Nagy méretű tablón négy sorban ovális képmezőben ábrázolja az írókat, nevük szalagra rajzolva az illető ovális mezők alatt. (Sz.: 57 cm; M: 83 cm). Petőfi Irodalmi Múzeum, Művészeti és Relikviatár, Képzőművészeti szakanyag, 66.111.1.
| Ábrázolt személy                              | Leírás         |
| --------------------------------------------- | -------------- |
| Ábrányi Emil arcképe                          | 4. sor, 6. kép |
| Balázs Sándor arcképe                         | 4. sor, 3. kép |
| Benedek Aladár arcképe                        | 2. sor, 7. kép |
| Bulyovszky Gyula arcképe                      | 2. sor, 4. kép |
| Dengi János arcképe                           | 4. sor, 1. kép |
| Endrődy Sándor arcképe                        | 3. sor, 9. kép |
| Erődi Dániel József arcképe                   | 4. sor, 8. kép |
| Gáspár Imre arcképe                           | 2. sor, 1. kép |
| Hajnalka (Bálintffy Etelka) arcképe           | 3. sor, 3. kép |
| Hentaller Elma arcképe                        | 2. sor, 3. kép |
| Inczédi László (1855–1902) arcképe            | 2. sor, 8. kép |
| Kompolthy Tivadar arcképe                     | 1. sor, 7. kép |
| Krisztinkovich Ede arcképe                    | 4. sor, 7. kép |
| Lauka Gusztáv arcképe                         | 2. sor, 5. kép |
| Majthényi Flóra arcképe                       | 1. sor, 4. kép |
| Milassin Vilmos arcképe                       | 3. sor, 5. kép |
| Milkó Izidor arcképe                          | 3. sor, 8. kép |
| Nagy György, újságíró arcképe                 | 3. sor, 1. kép |
| Nogáll Janka arcképe                          | 4. sor, 5. kép |
| Rengei Mylander arcképe                       | 4. sor, 2. kép |
| Reviczky Gyula arcképe                        | 1. sor, 2. kép |
| Sándor Kálmán arcképe                         | 1. sor, 1. kép |
| Sümegi Kálmán arcképe                         | 3. sor, 2. kép |
| Szabó Endre arcképe                           | 4. sor, 4. kép |
| Szana Tamás arcképe                           | 2. sor, 2. kép |
| Szász Károly arcképe                          | 3. sor, 4. kép |
| Szegfy Emília Kánya Emília arcképe            | 3. sor, 6. kép |
| Szilárda (Hentallerné Batta Szilárda) arcképe | 2. sor, 6. kép |
| Szulik József arcképe                         | 1. sor, 6. kép |
| Tóth Kálmán arcképe                           | 1. sor, 5 kép  |
| Váradi Antal arcképe                          | 1. sor, 3. kép |
| Vértesi Arnold arcképe                        | 3. sor, 7. kép |